# Großsteingrab Köhn
Das Großsteingrab Köhn ist eine megalithische Grabanlage der jungsteinzeitlichen Trichterbecherkultur bei Köhn im Kreis Plön in Schleswig-Holstein. Es trägt die Sprockhoff-Nummer 185.

## Lage
Das Grab befindet sich südwestlich von Köhn am Rand des Waldgebiets Bisterfeld und an der Gemeindegrenze zu Fargau-Pratjau. Es ist über einen Waldweg erreichbar.

## Beschreibung
Die Anlage besitzt ein nordost-südwestlich orientiertes Hünenbett mit einer Länge von etwa 36–40 m, einer Breite von 5 m und einer erhaltenen Höhe von 1 m. Von der Umfassung sind noch zahlreiche Steine vorhanden, nur das Nordostende fehlt. Etwa in der Mitte der Betts befindet sich die Grabkammer. Sie steckt noch größtenteils in der Erde. Erkennbar sind nur ein Deckstein und ein weiterer Stein. Orientierung, Maße und Typ der Kammer sind ohne eine Grabung nicht bestimmbar.